# Burning in the Skies
«Burning in the Skies» (англ., дослівно — «Палаючий в небесах») — третій сингл з нового альбому «A Thousand Suns» гурту Linkin Park.
«Burning in the Skies», як і ще 5 пісень з A Thousand Suns, доступний в «Linkin Park Track Pack» як завантажуваний контент до відеогри Guitar Hero: Warriors of Rock. Він випущений 19 жовтня 2010.
Пісня вже транслюється по радіо в Австралії, до оголошення її синглом.

## Список композицій
| UK Promo CD | UK Promo CD                   | UK Promo CD |
| #           | Назва                         | Тривалість  |
| ----------- | ----------------------------- | ----------- |
| 1.          | «Burning in the Skies» (Edit) | 4:01        |

| CD-сингл | CD-сингл               | CD-сингл   |
| #        | Назва                  | Тривалість |
| -------- | ---------------------- | ---------- |
| 1.       | «Burning in the Skies» | 4:13       |
| 2.       | «Blackout» (Live)      | 4:36       |

| iTunes Single | iTunes Single                               | iTunes Single |
| #             | Назва                                       | Тривалість    |
| ------------- | ------------------------------------------- | ------------- |
| 1.            | «Burning in the Skies»                      | 4:13          |
| 2.            | «Blackout» (Live)                           | 4:36          |
| 3.            | «Empty Spaces/When They Come for Me» (Live) | 5:21          |

## Відеокліп
Офіційне музичне відео режисується Джо Ханом. 22 лютого воно з'явилося у мережі. Із усіх кліпів, що були зняті на сингли з альбому «A Thousand Suns» саме «Burning in the Skies» зроблено з явною оглядкою на концепцію альбому — тему кінця світу від ядерного вибуху. Кліп знято в режимі slo-mo і демонструє кілька людських історій — простих, побутових. Але всі вони опиняються перекреслені ядерним вибухом (у кліпі вибух відбувається в той момент пісні, коли починається гітарне соло).

## Виступи наживо
Пісня вперше була виконана наживо у Мельбурні, Австралія 13 грудня 2010 під час світового туру A Thousand Suns, її приспів був заспіваний Майком Шинодою і Честером Беннінґтоном після бриджу «Bleed It Out» на декількох шоу туру.